# 良烏鎮區
良烏鎮為緬甸曼德勒省良烏縣的鎮區，良烏鎮為良烏縣唯一的鎮區。2014年人口239,947人，區域面積1,458.9平方公里。該鎮下分112個村里。良烏為該鎮之首府。